# L'Avenir (Sabadell)
L'Avenir va ser una revista setmanal del municipi de Sabadell que va ser publicada entre octubre 1920 i desembre de 1925 com a portaveu del Círcol Republicà Federal. Amb el lema "Setmanari d'esquerres" com a subtítol, la revista va estar fortament vinculada amb el moviment rabassaire, el republicanisme federal i l'esquerra catalana. Durant els seus anys de pervivència, va ser un setmanari molt batallador i va tenir una veritable importància política i ciutadana.

## Història

### Origen i fundació
L'Avenir apareix el 30 d'octubre de 1920 com a hereu del setmanari Sabadell Federal, editat pel Círcol Republicà Federal entre 1913 i 1917. Va ser fundat per Francesc Layret, qui en va ser director fins al seu assassinat el novembre de 1920.

### Editorial fundacional
L'editorial fundacional de la revista, anomenada "La Noogràfica", ja reivindicava els valors republicans amb la següent capçalera: "Tenim ben afermada la nostra fe republicana, més arrelades les nostres conviccions federalistes, més fondos els nostres amors en totes les causes justes. Militants en l'extrema esquerra de l'autonomisme republicà, hem de defensar els generosos radicalismes que han de modificar essencialment l'estat polític, social i religiós present". Tancava l'editorial el conegut eslògan del Diari Català del republicà i federalista per excel·lència Valentí Almirall: "Avant sempre". També proclamaven: "Som descendents del poble i defensors del poble" i "En lo polític volem la república com a forma de govern i l'autonomia de les regions, dels municipis i dels individus. En lo social, defensarem les justes reivindicacions de la classe obrera".

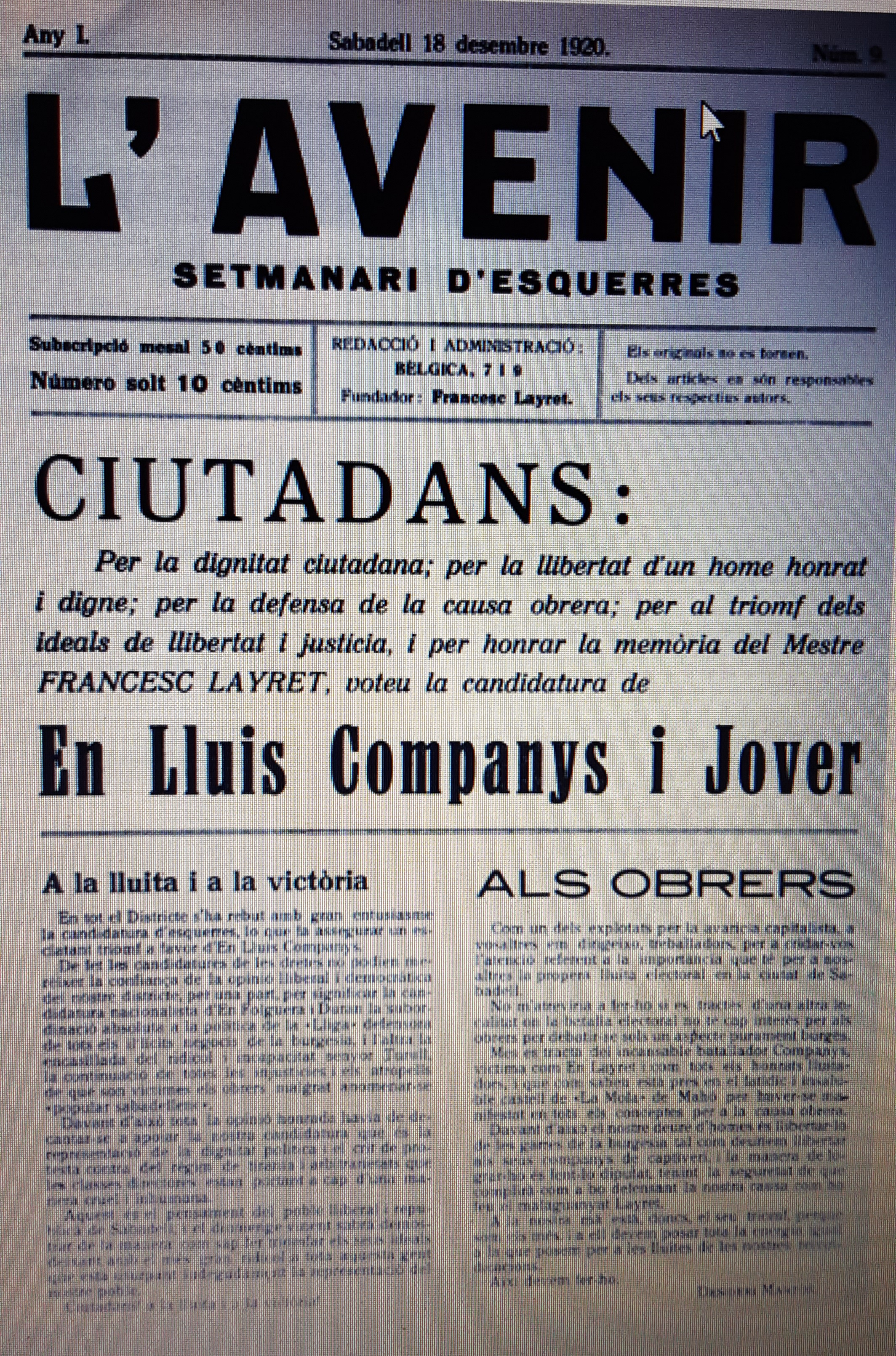
Portada del número 9 de L'Avenir, publicat el 20 de desembre de 1920

L'Avenir constava de quatre pàgines a tres columnes, de format 445 X 317 mm i s'imprimia al número 27 de la Rambla. La redacció es trobava al carrer de Bèlgica, 7 i 9, i era seu del Círcol Republicà Federal. Cada número costava 10 cèntims i la subscripció mensual en costava 50 cèntims.

### Evolució
Sota la direcció de Francesc Layret, la revista l'anunciava com a candidat del Partit Federal a les properes eleccions i en va fer campanya des de començaments de novembre.
Després de l'assassinat de Layret el 30 de novembre, L'Avenir va proposar Lluís Companys, que llavors era regidor per Barcelona i havia estat deportat i empresonat a la fortalesa de Mola de Maó (Menorca), com a candidat a substituir-lo. Companys va acceptar l'oferiment i seguidament una assemblea ho va ratificar.
A la portada no constava el nomenament de Companys, que restaria en un discret segon pla, com a director de la revista, però sota la capçalera es va substituir "Director: Francesc Layret" per "Fundador: Francesc Layret". Tot i aquest paper secundari, la seva vinculació a la revista serà molt més activa que a altres publicacions periòdiques en les quals va col·laborar, com el diari d'esquerres madrileny España Nueva o la revista La Terra. Com a director, Companys va aprofitar la cobertura de la immunitat parlamentària per a estalviar possibles conflictes amb la justícia, però en cap cas pot ser considerat com un simple prestanoms o director de palla, sinó com un polític molt vinculat al periòdic. Hi ha dos detalls que ho demostren: el fet que va ser nomenat director immediatament després de la mort de Layret i abans d'aconseguir l'acta de diputat i el fet que, vist el setmanari de fons, hi trobem multitud d'articles, cartes, notes i anuncis que fan concloure que s'hi implicava directament.
De cara a les eleccions generals de 1920, dies després de nomenament de Companys com a director del setmanari, L'Avenir van publicar dos articles titulats "Les esquerres de Sabadell en lluita" i "Lluís Companys i Jover: El nostre candidat", on es pot llegir “Ve a Sabadell amb el dol de la mort d'En Layret que fou per ell el seu germà gran. Ve a recollir un herència de sang: ve a ocupar un lloc de perill. És el seu destí. En Layret, viure sols per la lluita. I per la lluita més noble i més santa: la de la Llibertat dels pobles i dels homes”. Al mateix exemplar es publica el manifest Al Poble de Sabadell, signat per la Joventut Republicana Federal, on s'insisteix en els aspectes comuns entre Layret i Companys i es convoca un míting al Teatre Cervantes pel dia 17 de desembre. Durant aquest període, els textos de L'Avenir se centraran principalment en l'enfrontament entre el moviment lerrouxista i el catalanista, i buscaran el decantament de les posicions catalanistes vers Companys en lloc del Bloc Nacionalista. N'és una mostra clara el següent editorial: "L'ideal nacionalista ha sigut una tapadora per a medrar en política i prosperar en negocis sospitosos. L'espiritualitat catalana ha sigut sotmesa per la materialitat i el mercantilisme de la burgesia avariciosa i cruenta. Han fet amb el nom nacionalista, un partit d'extrema dreta, cruel, amic de repressions, perseguidor dels obrers. Han combatut els homes pel seu ideal d'esquerra i n'han apoiat d'altres solament per ser burgesos i conservadors. A Sabadell mateix, no podia negar-se els ideals nacionalistes del gran Layret. Però els que es diuen nacionalistes el varen combatre a sang i foc perquè En Layret era home d'extrema esquerra. El nom de Catalunya ha sigut cobertora d'ambicions i de passions i d'extremismes de sacristia".
La revista reflecteix també la lluita de Lluís Companys a favor de la pau, contra la guerra del Marroc i contra qualsevol mena de terrorisme, i contra les injustícies socials que patien els camperols catalans.
Amb les eleccions de 1923 i la gran victòria de Companys, L'Avenir farà una anàlisi basada en la conjunció de les característiques personals del líder, de les quals en diuen "atracció" (dedicació, interés, simpatia...) i el programa de servei (crítica, intensitat, política social...).

### Final i mort
L'Avenir va deixar de ser publicat el 1925, encara sota la direcció de Lluís Companys i ja durant la dictadura de Primo de Rivera, per suspensió governativa. Es coneix que el setmanari va sortir, almenys, fins al 4 de setembre de 1925, amb la publicació del número 271.

## Redacció

### Directors
Durant els cinc anys en què la revista va ser publicada, hi va haver els següents directors:
- Francesc Layret i Foix: Funda L'Avenir el 30 d'octubre de 1920 i dirigeix el setmanari fins al seu assassinat tan sols un mes després, el 20 de novembre de 1920.
- Lluís Companys i Jover: Dirigeix la revista des de la mort de Layret el 30 de novembre de 1920 fins al cessament del setmanari per part del govern de Primo de Rivera el 4 de setembre de 1925.

### Col·laboradors
Els col·laboradors més importants de la revista van ser figures destacades com la del també diputat Marcel·lí Domingo. A més, es recollien textos de Madrid de diaris com el Diario de Sesiones, ABC, El Debate, La Época, etc. El mateix Companys hi col·laborava activament facilitant informació i fent referències específiques sobre la seva vida parlamentària política.